# Абельман, Илья Соломонович
Илья Соломонович Абельман (1866, Динабург — 17 (29) декабря 1898, Вильна) — российский астроном, математик, учёный в области небесной механики.

## Биография
Родился в Динабурге Витебской губернии (ныне Даугавпилс, Латвия), в семье купца второй гильдии Шолома Шмуйловича Абельмана и Тойбы (Таубы) Береловны Абельман (1836—1910). У него был брат Самуил Соломонович (Шоломович) Абельман (1855—?), инженер и коллежский советник, который также впоследствии жил в Вильне. Окончил рижскую Александровскую гимназию в 1887 году с золотой медалью. Когда он ещё учился в последнем VIII классе гимназии, был напечатан составленный им сборник «Алгебраические задачи на уравнения высших степеней» (Рига: Тип. Л. Бланкенштейна, 1887. — 46 с).
На физико-математическом факультете Московского университета. Абельман увлёкся изучением астрономии. После окончания в 1891 году университетского курса он некоторое время слушал лекции в Берлине, а вернувшись в Москву, выдержал экзамен на степень магистра. После К. Д. Покровского он заведовал частной обсерваторией известной московской фирмы О. Швабе на Кузнецком мосту.
Впоследствии И. С. Абельман работал в Пулковской обсерватории над магистерской диссертацией «О некоторых особенностях в механизме движения падающих звёзд», которая не была закончена из-за его преждевременной смерти. 
Абельман состоял членом Русского астрономического общества в Санкт-Петербурге.
Он написал много статей по астрономии в «Новостях» и «Русских ведомостях»; ему принадлежат два очерка во 2 томе «Сборника статей в помощь самообразованию» (М., 1898) и статьи в Энциклопедическом словаре Граната (по отделу чистой и прикладной математики), а также сочинение «О движении некоторых метеорных потоков» (СПб.: Лештук. паровая скоропеч. П. О. Яблонского, 1898. — 68 с.).

## Семья
- Брат — инженер-путеец, статский советник Самуил Соломонович (Шоломович) Абельман, управляющий нефтяным промыслом в Баку[5].
- Племянники — Николай, революционный деятель и инженер; Лев (1904—?), инженер (его сын — поэт Евгений Храмов).